# Der Tod kommt nach Venedig
Der Tod kommt nach Venedig (Arbeitstitel: Die Farben von Liebe und Tod) ist ein deutsch-österreichischer Fernsehfilm aus dem Jahr 2022 von Johannes Grieser mit Alwara Höfels, Christopher Schärf und Julia Stemberger. Die Drehbuchvorlage von Kai-Uwe Hasenheit und Till Endemann wurde von Stefan Wild bearbeitet.

## Handlung

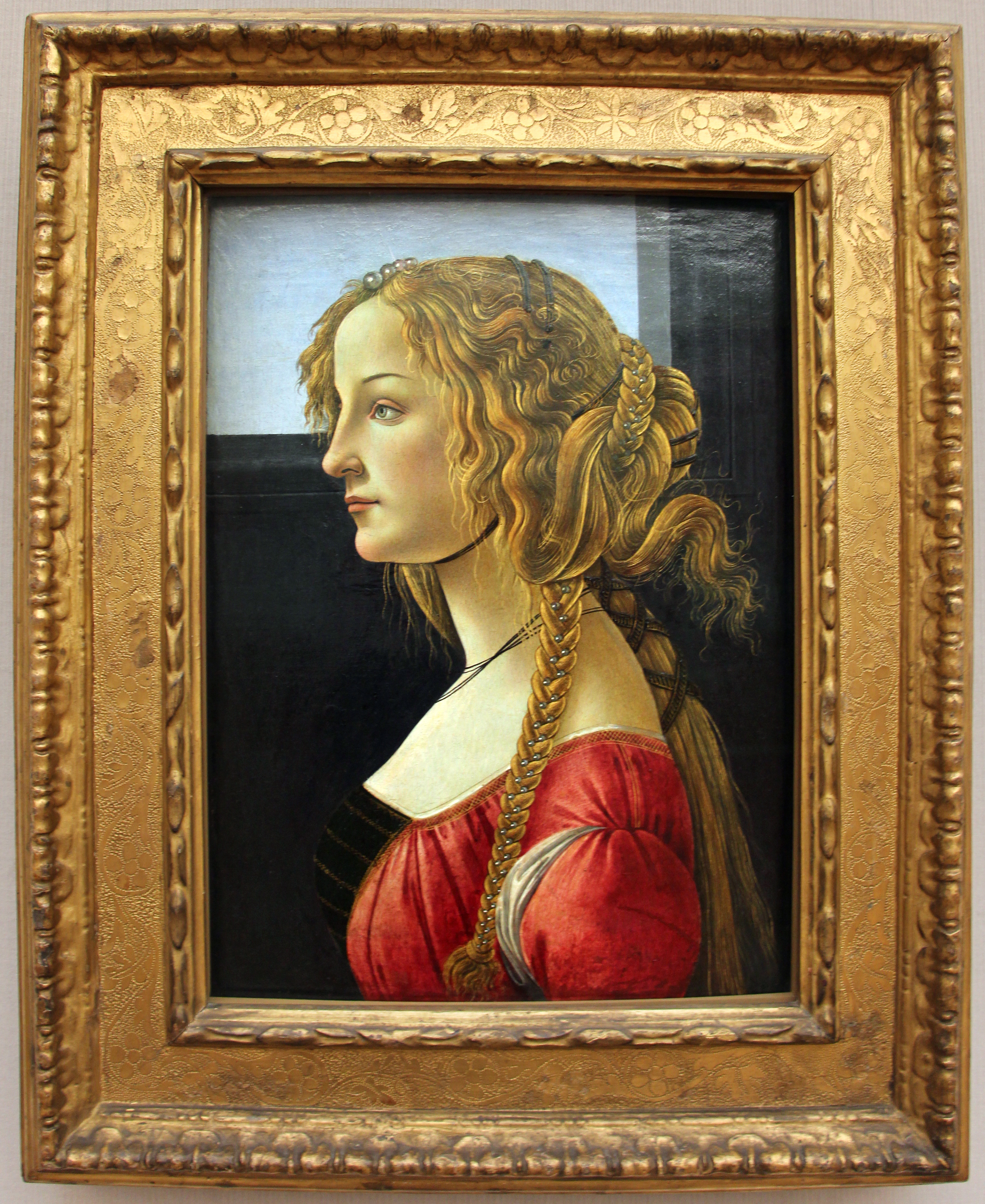
Porträt einer Dame von Sandro Botticelli

In Venedig kommt der Restaurator Lukas Albrecht unter rätselhaften Umständen ums Leben. Laut Kommissar Mattia Santo wurde er wahrscheinlich von einer Schiffsschraube am Kopf verletzt. Möglicherweise hatte er das Bewusstsein verloren und ist in den Canale dei Marani gefallen, wo ihn ein Wassertaxi überfahren hatte. Auf der Hand des Opfers finden sich Verbrennungen zweiten Grades durch Öl oder Wasser. Warum er ins Wasser gefallen ist, bleibt unklar, auch woher die Brandwunden stammen, für Kommissar Santo sind die Ermittlungen abgeschlossen.
Lukas Albrechts Frau Anna glaubt allerdings nicht an einen Unfall. Sie reist mit ihrem autistischen elfjährigen Sohn Paul von Wien nach Venedig, um ihren Mann zu identifizieren und ihn nach Hause zu holen. Rafael, der beste Freund von Lukas, steht Anna in dieser Situation bei. Lukas Albrecht arbeitete an einem Renaissancegemälde. Das Gemälde Porträt einer Dame von  Sandro Botticelli, in dem die Farben von Liebe und Tod, Rot und Schwarz, dominieren, stellt sich in der Werkstatt des Museums Gambrini als Kopie von Lukas Albrecht heraus, während das Original verschwunden ist. Museumsdirektorin Alexandra von Reuten unterstellt Anna, dass diese wisse, wo sich das Original befindet. Außerdem macht sie sich Sorgen um ihren Ruf, falls die Fälschung publik werden sollte, nachdem sie Lukas Albrecht auf Empfehlung ihres Liebhabers Rafael eingestellt hatte.
Bei einem Spaziergang in Venedig wird Anna von Carlo beschattet, sie stellt ihn zur Rede. Auch er möchte das Original des Botticelli. Außerdem trifft sie zufällig auf Federica Patta, die sie anhand ihrer Stimme erkennt, sie hatte Lukas eine Sprachnachricht auf seiner Mobilbox hinterlassen. Federica ist ebenfalls auf der Suche nach dem Botticelli, auch sie hat eine Verbrennung an der Hand. Anna stellt sich die Frage, wie es ihrem Mann gelungen ist, das Original aus dem Museum verschwinden zu lassen. Auch Direktorin von Reuten hat sich diese Frage gestellt und daher die Arbeitszeiten von Lukas rekonstruiert. Tagsüber arbeitete er an der Restauration, nachts an der Kopie. Die Farben wurden dabei nach alten Techniken auf der Basis von Eitempera hergestellt. Indem man Hühner karotinfreies Futter gibt, erhält man fast weißen Dotter, der die Farben wenig tönt. Lukas hatte die Hühner selbst in seiner Wohnung gehalten. Für das Einsumpfen des giftigen Bleiweiß verwendete er Kondome, und nicht wie von Anna vermutet, für eine Affäre.
Nachdem Anna Kommissar Mattia Santo nochmals aufsucht, trifft sie dort auf Capitano Carlo Gabato von der Abteilung Schutz von Kunst- und Kulturgütern. Er hatte 28.000 Euro auf dem Konto von Lukas Albrecht gefunden, die dieser vier Tage zuvor eingezahlt hatte. Auf einem Überwachungsvideo des Museums entdecken Alexandra von Reuten und Carlo Gabato die ehemalige Kunststudentin Federica Patta aus Ligurien, die sich im Museum für ein Praktikum beworben hatte und immer wieder den Botticelli betrachtet hatte, ebenso den Geschäftsmann Frank Lee, Milliardär mit koreanischen Wurzeln. Anna erzählt Rafael, dass sie mit Lukas wenige Tage vor seinem Tod telefoniert hatte, wobei er sehr verstört war und angegeben hatte, bedroht zu werden. Anna hatte ihn nicht ernst genommen und macht sich deswegen Vorwürfe. Auf Anraten von Gabato schickt sie ihren Sohn mit Rafael nach Wien zu ihrer Freundin und Chefin Laura Frenzel.
Auf Federica wird seitens Schuster, der für Frank Lee tätig ist, Druck ausgeübt. Er gibt ihr noch 24 Stunden, um das Original des Botticelli aufzutreiben. Andernfalls könnte ihrem Vater etwas zustoßen. In der Wohnung von Lukas entdeckt Anna einen Plan, möglicherweise vom Museum. Gegenüber Capitano Gabato behauptet Frank Lee, Federica Patta nicht zu kennen, obwohl Alexandra von Reuten die beiden bei einem längeren Gespräch beobachtet hatte. Kurz vor seinem Tod hatte Lukas eine Ansichtskarte mit dem Motiv Max Ernst, USA, 1948, Festmahl der Götter, 153 x 107 cm des Museums an Anna geschickt. Sie möchte sich das Gemälde im Museum ansehen, dabei findet sie die Direktorin ermordet auf. Das Max-Ernst-Gemälde wurde kürzlich zu Ansgar Baumgartner nach Wien geschickt. Anna vermutet, dass dabei auch der Botticelli mitgesendet wurde, Baumgartner bestreitet dies allerdings.
Wieder zurück in ihrer Wohnung findet Anna einen Zettel mit der Aufschrift Das Bild für deinen Jungen. Capitano Gabato erzählt Anna von Rafael und seine Freundin Federica, seine Galerie stand kurz vor dem Ruin, als er ein lukratives Angebot von Frank Lee für den Austausch des Botticelli erhielt. Lukas sollte das Bild für Rafael fälschen, der ihm den Job im Museum verschafft hatte. Im Wiener Museumsdepot findet Anna in der Versandkiste den Botticelli. Die Übergabe des Bildes soll in einer verlassenen Lagerhalle stattfinden, Anna soll gegen das Bild von Rafael und Federica ihren Sohn zurückerhalten. Allerdings wurde das Bild von Capitano Gabato zuvor ausgetauscht, Rafael wird von Schuster erschossen, nachdem Federica die Fälschung erkennt. Die Polizei stürmt die Übergabe und nimmt Federica und Schuster fest.

## Produktion und Hintergrund
Die Dreharbeiten fanden vom 3. November bis zum 3. Dezember 2021 in Italien und Österreich statt. Drehorte waren unter anderem Venedig und Wien. Museumsszenen entstanden unter anderem im Museum Moderner Kunst Stiftung Ludwig Wien (mumok).
Produziert wurde der Film von der deutschen Polyphon Pictures GmbH (Produzenten Sabine Tettenborn und Christoph Bicker) und der österreichischen Epo-Film der Produzenten Dieter und Jakob Pochlatko, beteiligt waren die ARD (ARD Degeto) und der Österreichische Rundfunk (ORF). Unterstützt wurde die Produktion vom Fernsehfonds Austria und dem Filmfonds Wien.
Die Kamera führte Enzo Brandner, die Montage verantwortete Katharina Schmidt und das Casting Nicole Schmied. Das Kostümbild gestaltete Birgit Hutter, das Szenenbild Bertram Reiter, den Ton Klaus Kellermann und das Maskenbild Regina Breitfellner.

## Veröffentlichung
Premiere war am 9. Juni 2022 am Internationalen Filmfest Emden-Norderney in der Reihe Neue deutsche Filme.
Im Ersten wurde der Film erstmals am 6. August 2022 gezeigt, die Veröffentlichung in der ARD Mediathek erfolgte am 5. August 2022.
Die ORF-Erstausstrahlung war am 19. März 2023.

## Rezeption
Tilmann P. Gangloff vergab auf tittelbach.tv vier von sechs Sternen und bezeichnete den Film als sehenswerten Krimi. Regie und Kamera würden dafür sorgen, dass es schöne Venedig-Bilder gibt, aber die große Qualität des Films basiere auf dem sorgfältig recherchierten Drehbuch, das viele zum Teil verblüffende Details aus der Welt der Kunst enthalte. Die Handlungsorte sorgten zudem für Authentizität und eindrucksvolle Schauwerte. Deshalb lasse sich verschmerzen, dass früh klar ist, wer maßgeblich am Tod des Mannes beteiligt war.
Nikolaus von Festenberg urteilte auf tagesspiegel.de: „Trotz Promibesetzung und Venedigpracht tragen die TV-Gondeln im neuen ARD-Krimi keine Power.“
Oliver Armknecht bewertete den Film auf film-rezensionen.de mit vier von zehn Punkten. Der Film punkte mit einem schönen Setting, der Kriminalfall an sich sei aber langweilig und vorhersehbar. Auch bei den Figuren wurde nichts dafür getan, dass man hier bis zum Ende dranbleiben müsste.
Quote
Die Erstausstrahlung am 6. August 2022 im Ersten erreichte 5,22 Millionen Zuschauer bei einem Marktanteil von 24,3 Prozent.